# 유엔우주업무사무소

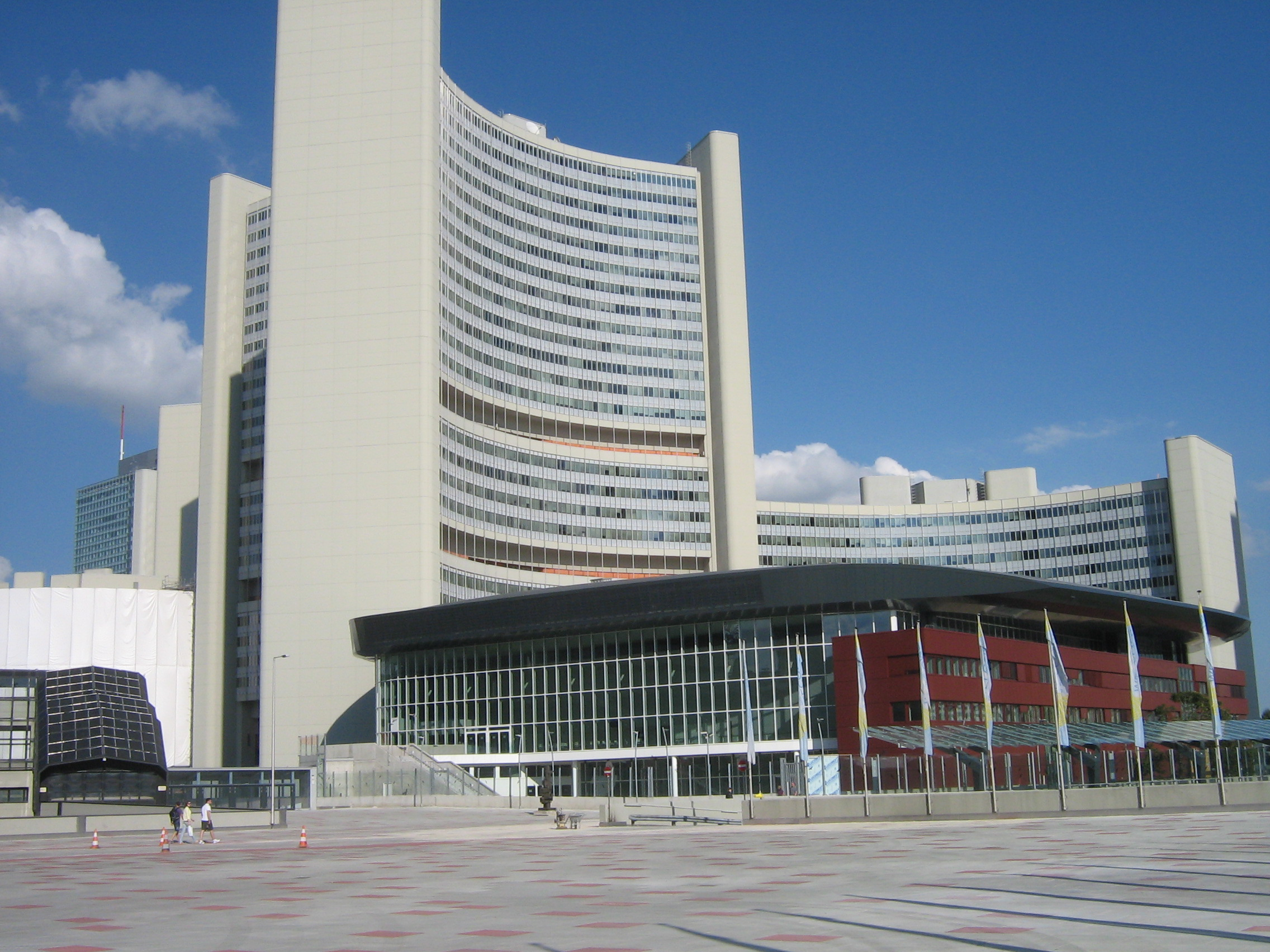

유엔우주업무사무소(UN宇宙業務事務所, 영어: United Nations Office for Outer Space Affairs, UNOOSA)는 우주공간에서 평화로운 국제협업을 장려하고 쉽게 할 수 있도록 하기 위해 개소된 유엔 사무국의 사무소이다. 우주 탐사의 법적인 틀을 만들고 강화하는 일을 하며 개발도상국이 지속 가능한 사회경제학적 개발을 위한 우주 과학기술을 이용하는 것을 도와준다.
1958년 유엔 우주 공간 평화 이용 위원회(COPUOS)를 보조하기 위해 설립되었다.

## 같이 보기
- 유엔 우주 공간 평화 이용 위원회
- 유엔 사무국
- 국제 해저 기구